# Manuel Ferraz de Campos Sales
Tiến sĩ Manuel Ferraz de Campos Sales (phát âm tiếng Bồ Đào Nha: [manuˈew feˈʁas dʒi ˈkãpus ˈsalis] 15 tháng 2 năm 1841 - 28 tháng 6 năm 1913) là một luật sư người Brasil, người trồng cà phê và chính trị gia từng là Tổng thống thứ tư của Brasil. Ông sinh ra ở thành phố Campinas, São Paulo. Ông tốt nghiệp với tư cách là một luật sư từ Faculdade de Diredi do Largo de São Francisco, São Paulo, năm 1863. Ông từng là phó của tỉnh ba lần, tổng thư ký một lần, và cũng là bộ trưởng bộ tư pháp (1889-1891), thượng nghị sĩ và Thống đốc São Paulo (1896-1897). Lực lượng chính trị của ông là cuộc bầu cử tổng thống của Brasil, một văn phòng ông giữ từ năm 1898 đến năm 1902. Austere cải cách tài chính đã được thông qua trong nhiệm kỳ của ông.